# Honoré de Marseille
Pour plus de détails, voir Fiche technique et Distribution.
Honoré de Marseille  est un film français réalisé par Maurice Regamey en 1956.

## Synopsis
L'histoire débute en l'an 600 av. J.-C. avec le débarquement dans une calanque d'une galère Phocéenne commandée par le guerrier Honoris qui, marié à la suite d'une méprise à la fille du roi Ligure, fondera la ville de Massilia. Honoris le premier marseillais cède la place à Honorius pour nous conter les aventures héroï-comiques du siège de Marseille par les légions de Jules César, qui conduiront à l'invention de la pétanque. C'est par bonds successifs à travers les siècles, et en chansons, qu'Honoré nous conte l'histoire de la cité phocéenne.

## Fiche technique
- Réalisation : Maurice Regamey, assisté de Jacques Besnard, Bernard Toublanc-Michel
- Scénario : Jean Manse, Yves Favier
- Adaptation et dialogues : Jean Manse
- Décors : Jean Mandaroux, assisté de Jean d'Ovidio
- Photographie : Walter Wottitz
- Opérateur : Raymond Letouzey, assisté de B. Pater et G. Maria
- Montage : Christian Gaudin, assisté de H. Basle
- Son : Raymond Gauguier, assisté de P. Zann et F. Sartin
- Musique : Henri Betti
- Régisseur général : Louis Manella
- Régisseur extérieur : C. Auvergne
- Script-girl : G. du Sire
- Photographe de plateau : Gaston Thonnard
- Maquillage : I. Kaldisch, H. Jacopozzi
- Administrateur comptable : G. Villiers
- Production : Cité-Films, Protis-Films
- Directeur de production : Walter Rupp
- Producteur délégué : Jacques Bar
- Secrétaire de production : M. Chevallier
- Administrateur de production : R. VIdal
- Distribution : Cocinor
- Tournage du 18 juin au 11 août 1956, dans les studios Sainte-Marthe à Marseille
- Enregistrement : A.R.T.E.C, Western Electric
- Tirage : Laboratoire Franay L.T.C Saint-Cloud
- Effets spéciaux : Pancinor S.O.M. Berthiot
- Caméra de location Chevereau
- Pays :  France
- Format :  couleur par Eastmancolor - Pellicule 35 mm
- Durée : 76 minutes
- Genre :  Comédie
- Première présentation :
  - France  : 12 décembre 1956 (Nice) et 11 janvier 1957 (Paris)
- Visa d'exploitation : 18328

## Distribution
- Fernandel : Honoris, le guerrier grec, Honorius, le romain, Honoré maître tailleur à Marseille
- Andrex : Pastèque, le mécanicien
- Francis Blanche : Pasquale Marchetti
- Maryse Patris : Toinette, femme d' Honoré
- Rellys : Saturnin
- Michel Etcheverry : Bob Patrick, le reporter photographe
- Henri Crémieux : Garrigues, le président de l'amicale
- Yvonne Monlaur : Gyptis, la fille du roi des Ligures
- Claire Diamant : Josette, la petite fille
- Robert Pizani : Baccala, le riche industriel
- Edmond Ardisson : Victor, le cafetier de "A la boule joyeuse"
- Henri Arius : Bonafous
- Jacqueline Leroux : Marité, la secrétaire de M. Baccala, candidate à "Miss Flôts Bleus"
- Catherine Rouvel : Une candidate à "Miss Flôts Bleus"
- Jenny Hélia : Mme Marchetti
- Gaby Réal ou Riel : Une dame du jury
- Julien Maffre : Le balayeur
- Jim Gérald : Le roi des Ligures
- Jimmy Perrys : Un homme de la fanfare chez Victor
- Jean-Marie Bon : le poissonnier sur le port
- Marie-Thérèse Cassaigne : Un mannequin
- Hélène Tossy
- Marthe Marty
- Toursky
- Ronald Armandel
- Anne Roudier
- Blanche Iris
- Viviane Méry
- Max Mouron
- Perrette Pradier

## Chansons du film
Chansons composées par Henri Betti avec des paroles de Jean Manse et interprétées par Fernandel : Quel Plaisir ! Quel Travail !, Tout ça c'est Marseille et Oh ! Honoré.

## Autour du film
La chanson C'est Noël a été chantée dans une scène qui a été coupée au montage. Elle fut ensuite interprétée par Tino Rossi et Georges Guétary.